# Финляндия на «Евровидении-2019»
Финляндия участвовала на «Евровидении-2019». 29 января 2019 года Darude был выбран внутренним отбором финским вещателем Yleisradio (Yle) в качестве представителя страны на конкурсе 2019 года в Тель-Авиве, Израиль.
2 марта 2019 года в городе Турку состоялся выбор одной из трёх композиций, с которой Darude будет представлять Финляндию на конкурсе.
По результатам голосования была выбрана композиция «Look Away».
| Номер | Песня      | Композитор(ы)                                    | Жюри | TV-голоса | Всего | Место |
| ----- | ---------- | ------------------------------------------------ | ---- | --------- | ----- | ----- |
| 1     | Release Me | Вилле Виртанен, Яакко Маннинен, Brandyn Burnette | 70   | 19        | 89    | 3     |
| 2     | Superman   | Вилле Виртанен, Chris Hope, Thom Bridges         | 74   | 73        | 147   | 2     |
| 3     | Look Away  | Себастьян Рейман, Вилле Виртанен                 | 96   | 148       | 244   | 1     |

14 мая 2019 года Darude выступил в первом семи-финале под номером три, но, по итогам голосавания, не прошёл в финал конкурса.